# محمد مرعي (عزبة)
عزبة محمد مرعي، عزبة تابعة لقرية العجوزين، التابعة لمركز دسوق، التابع لمحافظة كفر الشيخ في جمهورية مصر العربية.